# Băcani, Vaslui
Băcani este satul de reședință al comunei cu același nume din județul Vaslui, Moldova, România.

## Istoric
Satul Băcani este o veche entitate medievală ,ale cărui origini însă s-au
pierdut de-a lungul timpului. O primă dovadă documentară a existenței sale a fost
menționată de către cărturarul Dimitrie Cantemir în lucrarea sa “Descriptio
Moldaviae” care amintește că în vecinătatea orașului Bârlad, pe văile și colinele
acestuia încă din secolul al XVII-lea erau așezări omenești care întrețineau o
strânsă legătură cu orașul, iar locuitorii purtau și aveau ținută moldovenească. Era
vorba de satele Băcani și Drujești, două dintre structurile care aveau să stea la baza
organizării comunei Băcani în urma legii administrative din anul 1864.
Printre primele atestare documentare despre comuna Băcani au fost făcută de către Dimitre Cantimir in lucrarea sa Descripțio Moldaviae unde este menționat ca in secolul al XVII-lea erau localitati pe colinele din jurul Bârladului care aveau o legătura strânsa cu orașul, fiind vorba despre satele Drujesti si Băcani care au stat si la formare comunei Băcani in anul 1864 prin legea comunala care prevedea ca satele si cătunele sa se grupeze in comune având o administrație aleasa din rândul lor fiind pentru prima oara când se începu organizare administrativa in România. De la înființarea ei și până în anul 1948 comuna Băcani a aparținut de jud. Tutova și avea în anul 1911 sub jurisdicția sa următoarele așezări sătești: Drujești, Suseni, Vulpășeni. După venirea comuniștilor in anul 1950 comuna aparține noului raion creat Bârlad si îi mai este atribuit satele Baltateni si Drujesti Noi.Începând cu anul 1967 comuna începe sa-si schimbe aspectul prin lucrările de electrificare ,construcția unei scoli primare apoi generale ,apariția unui dispensar si unei case de naștere,biblioteca, cămin cultural. In anul 1968 se schimba iar administrația iar comuna Băcani intra in administrarea județului Vaslui unde a rămas pana in ziua de astăzi.
Satul Băcani este o veche entitate medievală ,ale cărui origini însă s-au
pierdut de-a lungul timpului. O primă dovadă documentară a existenței sale a fost
menționată de către cărturarul Dimitrie Cantemir în lucrarea sa “Descriptio
Moldaviae” care amintește că în vecinătatea orașului Bârlad, pe văile și colinele
acestuia încă din secolul al XVII-lea erau așezări omenești care întrețineau o
strânsă legătură cu orașul, iar locuitorii purtau și aveau ținută moldovenească. Era
vorba de satele Băcani și Drujești, două dintre structurile care au stat la baza
organizării comunei Băcani în urma legii administrative din anul 1864.
Conform legii, fiecare comună avea un organ reprezentativ, ales din rândul
locuitorilor comunei - consiliul comunal și un organ executiv în persoana
primarului, numit de către prefectul județului. Atribuțiile primarului aveau în
vedere administrarea unității încredintate, supravegherea poliției comunale,
menținerea ordinii publice, gestionarea problemelor de stare civilă.
De-a lungul timpului, au intervenit o serie de modificări teritoriale, alipiri
sau scoaterea unor sate din jurisdicția unei comune, înființări sau desfințări de astfel
de organizații teritoriale. Toate aceste modificări au atras dupa sine noi organizări
ale primăriilor, au influențat specificul activității acestora și de nenumărate ori au
determinat schimbarea denumirii lor.
De la înființarea ei și până în anul 1948 comuna Băcani a aparținut de jud
Tutova și avea în anul 1911 sub jurisdicția sa următoarele așezări sătești: Drujești,
Suseni, Vulpășeni .
Legea de organizare administrativă din anul 1911 indică Băcanii ca
reședință a plășii Bârlad din cadrul jud. Tutova. Începând cu anul 1950 comuna
aparține de raionul Bârlad și cuprinde 6 sate, adâugându-se la cele de mai sus și
satele Bălțăteni și Drujeștii Noi.
Dintr-un chestionar realizat în anul 1967 cu ocazia întocmirii rețelei de
localități pe regiune reiese că satul Bălțăteni datează din perioada regatului,
purtând o perioadă chiar numele de Regina Maria și este așezat pe firul apei
Bogdana, între dealul Bogdanei și Bălăceni. Sursele documentare amintesc că
Băltățenii împreună cu satul Drujeștii Noi au apărut cu ocazia expropierii moșiei
banului Emanoil Palade, în anul 1922. Satul Suseni, așezat pe firul apei Mânzățelu
este și el întemeiat pe moșia lui Gheorghe Palade, în urma expropierii din același
an, în timp ce despre satul Vulpășeni același chestionar menționează doar că este
așezat între dealurile Bogdanei și dealul cimitirului, fiind singurul care are o mare
suprafață inundabilă.
Dovezile modernității apar cu precădere după cel de al doilea război mondial.
Astfel, comuna este electrificată începând din anul 1967 și până în anul 1968
fuseseră construite deja o școală cu clasele I-IV, două școli cu clasele I-VIII, căteva
grădinițe, un cămin cultural, o bibliotecă, un dispensar și o casă de nașteri.
Numeroasele instrucțiuni și legi pe linie administrativă, de-a lungul
timpului au determinat variate denumiri ale instituției de la primărie ( până în
1948), la comitet provizoriu (1948-1950), sfat popular (1950-1968), consiliu
popular (1968-1988), consiliu local (1990-1994) și din nou primărie (începând cu
anul 1994 și până azi).

SATUL BACANI DIN VALEA SMILEI, TINUTUL TUTOVEI-Spatiu moldovean, nume turanic, colonisti munteni
SATUL BACANI DIN VALEA SMILEI, TINUTUL TUTOVEI
Spatiu moldovean, nume turanic, colonisti munteni

Autor: Profesor Romeo Chelaru
La anul 1900, marele lingvist roman de origine evreiasca, Lazar Saineanu ne spunea ca "Bacani e un sat cu nume turanic in Tutova". De fapt, el pomenea satul din fostul judet Tutova, actual Vaslui, sat care se afla pe paraul Smila, afluent al Barladului.
Saineanu pare ca nu aflase ca-n Evul Mediu mai fiintase si un alt sat Bacani, aflat insa langa Targoviste si care era disparut deja la 1900. 0ricum ar fi, din cele doua sate Bacani care au fost, astazi mai exista doar cel localizat la N-V de orasul Barlad pe valea Smilei de jos.
Indicatii despre topografia satului moldovean Bacani ne da si harta inginerului Baiardi din 1816, harta pe care vedem scrise doua toponime numite" Silistea Bacanilor" si "Pogana Bacanilor". Toponimul "Silistea 
Bacanilor" semnaliza fosta vatra a satului, vatra localizata pe harta cam dupa actuala scoala gimnaziala, deasupra drumului ce iese din Bacani si duce-n satul Suseni. Toponimul celalalt "Pogana Bacanilor", aparea pe harta deasupra satului, spre zarea dealului si indica asa cum deja am aratat intr-un alt articol un loc rau pentru agricultura adica rapos si nisipos.
Inevitabil ajungem la intrebarea referitoare la vechimea satului moldovean Bacani. Un prim raspuns, o prima atestare, ne-o ofera documentul din 1624, martie 24 unde ni se vorbeste de cumpararea de catre boierul 
Simion Gheuca a unor parti de mosii din satul Bacani. Citit cu atentie, actul ne ajuta sa identificam numele celor trei "batrani" care stapanisera Bacanii, anume Politanu, Stancu si Solomon insa face si trimitere la un ispisoc de cumparatura pe care-l avusese Politanul de la Petru-voda.
Acest document din 1624 ni-l arata pe boierul Simion Gheuca cumparand ocine de la copiii Politanului anume Macovei, Gligorie, Marica, Odochia dar si de la nepotii lui, anume Danciul, Marica, Teodosia. Ori asta 
inseamna ca Politanul era deja mort si ca ispisocul Politanului era primit de la Petru Schiopul adica de la primul voda muntean ajuns pe tronul Moldovei, pe care a condus-o cu intreruperi intre anii 1574-1591.
Vedem asadar ca satul Bacani era deja "ctitorit" sub voda Petru Schiopul, caci atunci cumpara aici mosii acel razes Politanul. Suntem inclinati sa afirmam ca satul nu exista sub Petru voda Rares, una ca documentele medievale nu-l arata si alta ca ispisocul Politanului nu foloseste expresia "Petru voevod al Batran", care in hrisoavele medievale ar trimite la Petru Rares.Putem astfel incadra "descalecatul" satului Bacani imediat dupa anul 1546 cand moare Petru voda Rares si mai putem spune ca el exista deja la 1591 cand Petru Schiopul voda paraseste tronul definitiv.
Credem ca acel Politanul era un razes venit din satul Politeni de pe Tutova si ca el cumpara mosii in Bacani pentru ca isi luase nevasta de aici. Politanul avea desigur si banii necesari sa cumpere mosii in Bacani, caci exact in zilele lui Petru voda Schiopul se ivesc multe documente care atesta vanzari masive de mosii in satul Politeni de pe Tutova.
In trecere sa mai semnalam ca documentul din 1624 ne-o arata in viata pe Draga, fiica lui Stancu din Bacani si nevasta lui Ignat. E vorba de acel Ignat care impreuna cu fiul sau, popa Dumitru cumpara sub voda 
Schiopul la 1589 o ocina langa Suseni si ai carui nepoti primeau la 1644 intariri de ocine in Balaceni si Zmeiani, sate vecine eu Bacani.
Dar sa ne intoarcem acum la problema numelui satului Bacani si sa observam ca o clasica regula gramaticala ne trimite la un antroponim Baca/Bacan care sa fie "mosul" intemeietor at satului si care sa-i dea si numele.
Pentru inceput vom vorbi despre etimologia cuvantului "bacan" si de aceea vom da cuvantul lingvistilor. Astfel B.P. Hasdeu indica pentru substantivul "bacan" o etimologie turanica din turcul bakal "negustor de coloniale" tras din arabul bakkal "negustor de legume". Lazar Saineanu identifica si el doua sensuri pentru cuvintul "bacan": fie o tinctura rosie folosita de femei pentru dresul fetei, fie un arbore brazilian din care se extragea o tinctura pentru rositul ouaIor de Paste. Pentru el originea substantivului "bacan" era din cumanul "bachan", lemn de Brazilia ori tinctura rosie, termen cuman tras din arabul " bakkan" cu acelasi inteles. Mai recent Nicolae Suciu ne preciza ca desi moldovenismul "bacal"- negustor reda mai bine turcismul "bakal", forma munteana "bacan", trecuta si in Ardeal avea sa devina forma literara a limbii romane.
Semnalam si noi un fapt interesant, anume ca-n greaca actuala la bacanie se zice "Bachanalia" iar la bacan se zice "mpakales". Legat de asta remarcam ca Hasdeu ne spunea ca forma munteana "bacan" ar fi fost introdusa la noi prin negustorii greci veniti de la sudul Dunarii. De fapt Hasdeu ii considera pe greci a fi primii bacani in spatiul valah si tot el exemplifica diferenta dintre muntenisrnul "bacan" si moldovenismul "bacal". 
Astfel in actul datat 1669, Iasi se vorbea de "Petco bacalul si Gheorghie But bacal", negustori ce se iscaIeau greceste, in vreme ce "Condica vistieriei lui Brincoveanu " din 1693 pomenea de " untul ce au dat bacanii, care s-a trimis la Darstor, la capichehaia hanului.
Daca am concluziona in acest moment am observa ca termenul "bacan" ne trimite cert spre o origine turanica, indiferent ca sensul sau e fie de "negustor" fie de "tinctura rosie" si indiferent de faptul ca un sens a putut fi intermediat de greci iar celalalt a venit direct de la cumani.
Ajunsi aici vom incerea sa dovedim ca atat antroponirnele Baca/Bacan cit si toponimul Bacani sint specifice Munteniei valahe adica Tarii Rumanesti. Deja istoricul Gheorghe Gherghe s-a pronuntat pentru un ctitor al satului Bacani, pe nume Baca, antroponim regasit totusi tirziu in documentele moldovenesti. Astfel abia la 15 iunie 1640 un prim Baca era pomenit in Moldova, iar la 1646, martie 6 alt act ne vorbea de "lane brat Bacai" adica de un Baca frate cu un lane ce pare grec.
Gheorghe Gherghe considera ca un anume Baca ar fi ctitorit satul Bacani inca in perioada prestatala, ipoteza pe care o consideram gresita, fiind si lipsita de dovezi. Totusi ideea unui antroponim Baca ar trebui discutata, adica se poate ca un Baca sa fi "descaIecat" satul Bacani. In sprijinul acestei ipoteze semnalam si noi ca in vremea razboiului din 1330 dus de regele Carol Robert de Anjou contra lui Basarab voda aparea un mare nobil maghiar numit Bako. Numele lui pare rnaghiar dar poate fi si cuman caci regatul maghiar era colonizat masiv cu cumani inca de la sfarsitul secolului XII. Aceasta ipoteza cumana a numelui Baca poate fi intarita si pe baza a doua antroponime mongole ce-au apartinut in secolul XIII unor hani mongoli, numiti Tula Buca si Arik Boke. In plus putem preciza ca numele capitalei Azerbaidjanului, tara turcica e chiar Baku. 
Intimplator, dar si interesant e faptul ca in satul Bacani de azi apar numele de familie Boca sau Boaca. Totusi trebuie subliniat ca in mediul romanesc antroponimul Baca apare mai intii in documentele medievale muntenesti. Caci aici in Muntenia la 1502, martie 9 Radu voda facea danie mai multi tigani intre care si un Baca cu copiii sai, iar mai apoi la 1512, iulie 23 un Baca din Pleasov, hotarnicea un sat de pe Calmatui.
Asadar numele Baca trimite la o etimologie turanica, insa apare mai intai in Muntenia pe la 1500 si abia mai apoi in Moldova pe la 1640. Acest fapt se explica prin aceea ca acei Baca din Moldova par a fi straini (greci sau munteni) veniti aici in sec.XVII. Ori in sec XVII, cand sunt atestati in Moldova primii Baca, satul Bacani de pe Smila era deja creat asa ca derivarea satului Bacani dintr-un Baca pare mai putin probabila. Desi nu excludem asocierea antroponimului Baca cu toponimul Bacani, mult mai sigura ni se pare a fi derivarea numelui targului Bacau dintr-un autroponim Bako/Baku. Caci in tara Oltului din Ardeal gaseam la 1617 
antroponimul Bak, numele de familie Bacu iar la 1722 chiar si derivatul Bacau. In plus, un document medieval extern pomenea la 1431 targul Bacau din Moldova sub forma latina "civitas Bako".
De aceea, in ceea ce ne priveste inclinam spre o a doua ipoteza, aceea ca numele satului Bacani vine dintr-un alt antroponim, anume Bacan si ca numele Bacanu/Bacani sunt specifice Munteniei valahe.Putem oare sa dovedim asta?
Sa pornim la drum folosind mai intai un document muntean din 1493, septembrie 2 care ni-l arata pe jupan Piper stolnic ca fost stapan in satul Bacani de langa Targovise. Alt act datat 1587, februarie 21 si dat de catre Mihnea voda, intarea jupanului Patru logofat o ocina cumparata in satul Bacano. In veacul urmator, la 1628, aprilie 20 ca martor la o vanzare de ocina in satul Orlandesti, langa Targoviste gaseam mai multi "megiasi si oameni buni" intre care si un anume Bacanu din Buzesti. Mai apoi, dar in aceeasi Muntenie un Bacan unchisul semna si el ca martor la o cumparatura de ocina facuta la 1636, august 20. In fine, un ultim zapis muntean din 1662 ni-i arata ca "megiasi ot Unghiani pe Manea, Stan si Bacan".
Adunate laolalta, toate aceste documente dovedesc ca numele Bacan si toponimul Bacani isi au originea in Muntenia, documentele moldovenesti neatestandu-le, caci foloseau forma Bacal. Devine asadar clar ca numele satului Bacani de pe Smila a fost dat de un om strain de Moldova, un strain numit Bacan si colonizat aici din Muntenia.
Ajunsi la aceasta rascruce riscam o ipoteza, aceea ca acest taran numit Bacan traia deja in satul vecin Rumani, fiind urmasul unor colonisti munteni mai vechi.
Cum satul Rumam de pe Smila aparea pe harta lui Baiardi din 1816 exact in hotar cu satul Bacani, putem crede ca cel numit Bacan a plecat din satul Rumani si a creat noul sat ce-i va purta numele prin defrisare de codru, numita in actele medievale, "sapatura/sacatura". Spunem asta si pentru ca satul Rumani exista inca din zilele lui Alexandru voda Cel Bun (1400-1432), iar numele sau ar trimite la o colonizare cu oameni straini (liuzi) veniti din Tara Rumaneasca/Valahia. Adica de acolo de unde taranii fara pamant apareau in documentele medievale cu numele de "rumani".
Documentele barladene publicate de loan Antonovici ne arata clar cum unii dintre taranii colonizati sub Alexandru voda intr-o "slobozie" pe Smila -devenita apoi satul Rumani- si-au vandut mosiile de aici iar cativa au "roit" dupa cum credem, in hotarul de alaturi, "descaIecand" noul sat Bacani. Ne bazam si pe faptul ca Ia sfirsitul domniei lui Petru voda Rares in 1546 multi razesi din satul Rumani isi vand mosiile de aici catre marele vornic Efrem Hum. Sa roiasca oare ei si sa creeze alaturi noul sat Bacani, intemeiat de unul dintre ai lor pe nume Bacan?
Oricum pe la mijlocul veacului XVII documentele medievale ce pomenesc satul Rumani aproape dispar in vreme ce acelea referitoarea Ia satul Bacani se ivesc brusc. Pare ca in aceeasi vreme in care vechiul sat Rumani "murea", exact in hotarul de alaturi se "nastea" un nou sat anume Bacani. Observatia noastra e intarita si de dovezile cartografice, caci daca ne-am uita pe harta lui Dimitrie Cantemir din 1716 am observa 
marcate pe valea Smilei de jos doar doua sate: Bacanii si Susenii. In aceeasi zona Catagrafia tinuturilor Moldovei din 1774 ne arata la ocolul Smilei din tinutul Tutovei tot doar satele Bacani si Suseni. Abia Condica liuzilor din 1803 ne va semnala ca Ianga satele Bacani si Suseni reapare satul Vulpaseni.
Vrem asadar sa spunem ca pe la 1700 satul Rumani disparuse, ramanand doar un trup de mosie/ siliste, fapt de altfel dovedit si de Condica lui Paladi din 1727. Constatam deci ca vechiul sat Rumini se transformase intr-un nou sat Bacani.
Desigur nu putem incheia fara a mai comenta putin asupra antroponimului turanic Bacanu care pare a proveni dintr-o porecla data cuiva care era ori "roscat" ori era "negustor de coloniale". Numele e foarte rar astazi dar mai e totusi prezent regasindu-se la ziaristul bucurestean Petre Mihai Bacanu ori la doctorul si scriitorul galatean Nicolae Bacalbasa, ambii cu o buna expunere in mass-media.

## Personalități
- Gheorghe Naumescu (1869 - 1917), general, comandant al Regimentului II Roșiori Bârlad[1]  (vezi Șarja de la Prunaru)
- Vasile Georgescu Bârlad (1884 - 1962), avocat, om politic
- Silvia Ravaru
- Macovei Bighiu Maria
- Angheluta Sonia
- Maxim Cezar
- Maxim Sultana

## Demografie
Componența etnică a comunei Băcani
     Români (95,13%)
     Necunoscută (4,22%)
     Altă etnie (0,63%)
Componența confesională a comunei Băcani
     Ortodocși (82,37%)
     Penticostali (10,51%)
     Creștini după evanghelie (2,16%)
     Necunoscută (4,22%)
     Altă religie (0,71%)
Conform recensământului efectuat în 2011, populația comunei Băcani se ridică la 2.814 locuitori, în creștere față de recensământul anterior din 2002, când se înregistraseră 2.747 de locuitori. Majoritatea locuitorilor sunt români (95,13%). Pentru 4,23% din populație, apartenența etnică nu este cunoscută.
Din punct de vedere confesional, majoritatea locuitorilor sunt ortodocși (82,37%), dar există și minorități de penticostali (10,52%) și creștini după evanghelie (2,17%). Pentru 4,23% din populație, nu este cunoscută apartenența confesională.

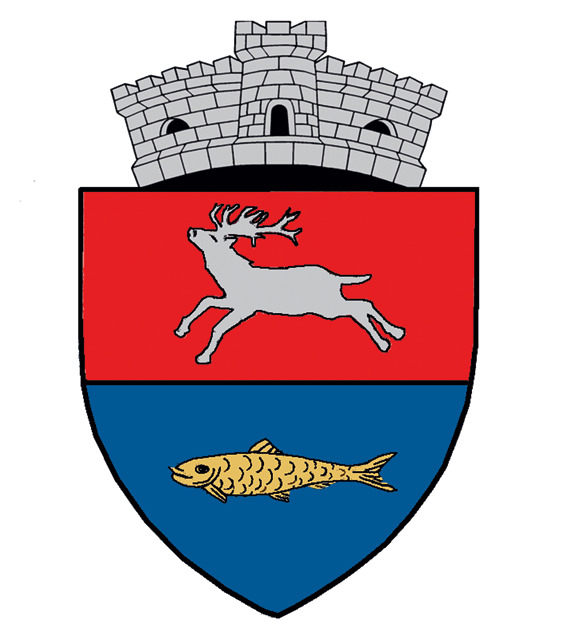